# Hellblazer
Джон Константин: Посланник ада (англ. John Constantine: Hellblazer) — серия современных комиксов, изданных Vertigo, дочерней компанией DC Comics. Главный герой — экзорцист Джон Константин. Серия издавалась с января 1988 года по февраль 2013, и являлась самым длительным изданием Vertigo и принадлежала ей со дня её основания.

## Начало
После положительной реакции читателей на появление Джона Константина в комиксах «Swamp Thing», где он был представлен Аланом Муром, ему, в 1988 году, была выделена отдельная серия комиксов. Изначально предполагалось, что серия будет носить название «Hellraiser» (Восставший из ада), но это название было пересмотрено до публикации из-за одновременного выпуска несвязанного с комиксом одноименного фильма Клайва Баркера.
Изначальная команда создателей состояла из писателя Джейми Делано и Джона Риджвэя, а также Дэйва МакКина, создававшего характерные рисованые и коллажные обложки.
Книга, изначально опубликованная издательством DC Comics как обычное издание, в марте 1993 (с выпуска № 63) перешло к Vertigo. Это единственное издание, публикуемое с самого основания компании по настоящий день.

## Другие создатели
Многие знаменитые писатели длительное время работали над этой серией комиксов, в их числе Гарт Эннис и Майк Кэри, которые имеют самое длительное время работы над серией. Другими авторами серии являются Пол Дженкинс, Уоррен Эллис, Дарко Макан, Брайан Аззарелло, Нил Гейман, Грант Моррисон, Эдди Кэмпбел, Джон Смит, Дениз Мина, Энди Диггл, Джейсон Аарон и, в настоящее время, Питер Миллиган. Также Питер Хоган написал к серии два спин-оффа, озаглавленные «Love Street» и «Marquee Moon».
Джон Риджвэй (художник оригинальной серии), Ли Бермехо, Саймон Бисли, Марк Бакингэм, Джузеппе Камунколи, Ричард Корбен, Гай Дэвис, Стив Диллон и многие другие художники работали над данной серией комиксов. Самыми примечательными художниками серии являются Дэйв Маккин (автор первых обложек), Тим Брэдстрит (автор большинства обложек), Гленн Фабри, Кент Ульямс, Дэвид Ллойд и Шон Филлипс.

## Вселенная и протагонист
Действие комиксов «Джон Константин: Посланник ада» происходит в современном мире, в котором присутствует магия и сверхъестественное. Несмотря на то, что в 14 номере есть упоминание о супергероях, серия изначально разрабатывает свою собственную вселенную, в которой сверхъестественное и паранормальное не играет большой роли в жизни обычных людей, и наличие супергероев в ней никак не показано. Однако некоторые сверхъестественные персонажи DC Comics, такие как Затанна, Призрачный Незнакомец (The Phantom Stranger), Сон (Dream) и Болотная Тварь (Swamp Thing), появлялись в некоторых выпусках.
Джон Константин, главный герой серии, изображается как уверенный человек, который делает морально сомнительные вещи, оправдывая их идеей большего блага. Обычно он добивается успеха через коварство, обман и плутовство, но часто он приобретает больше врагов, чем побеждает. Через книгу проходит мотив, что Константин не может совершить каких-либо долговременных изменений или получать удовольствие от победы. Хотя иногда он и стремится к благу человечества, Константин — большой манипулятор, с которым опасно дружить, так как жизни и души тех, кто находится вокруг него, оказываются втянуты в его опасные приключения. Он прикладывает усилия, чтобы защитить себя от прямого нападения, но его друзья и родственники зачастую оказываются под угрозой со стороны тех, кто стремится нанести вред Константину. Духи умерших друзей преследуют его, по отдельности или как целая свита призраков.
Константин также появляется в других комиксах, как то: «The Spectre», «The Sandman», «Lucifer», и «Shade, the Changing Man». Он — частый вспомогательный персонаж во многих изданиях «Swamp Thing» и «The Books of Magic». Появляется в комиксе Injustice Gods Among Us Year Three.

## В кинематографе
Первой киноадаптацией «Посланника ада» является одна из сцен документального фильма «The Mindscape of Alan Moore», которая была показана в начале 2002 года. В этой сцене Джон Константин бродит по Лондону и в конце испытывает различные мистические прозрения.
В 2005 на экраны вышел фильм «Constantine» (в российском прокате «Константин: Повелитель тьмы»), который не использовал оригинального названия комикса, однако в нём присутствовал тот самый персонаж, а за основу сюжета была взята история серии «Опасные привычки» (Dangerous Habits) (выпуски № 41-46).
Компания DC Comics анонсировала сиквел к фильму 2005 года, в качестве продюсера к которому выступает Лорензо ди Бонавентура.
Осенью 2014 года состоялась премьера сериала «Константин». Режиссёрское кресло доверено Нилу Маршаллу, известному по постановке одного из эпизодов «Игры Престолов», а также таким фильмам как «Спуск» и «Центурион». Сценаристами сериала стали исполнительный продюсер «Менталиста» Дэниел Церон и Дэвид С. Гойер. Роль Джона Константина исполнит валлийский актёр Мэтт Райан. Сериал был официально закрыт.